# Kanja Sanneh
Kanja B.A.S Sanneh (* 1958) war Minister für Landwirtschaft (Secretary of State for Agriculture) des westafrikanischen Staates Gambia.
Sanneh erwarb auf der University of Missouri Columbia 1982 den Bachelor of Science in  Landwirtschaft und städtische Soziologie. Zuvor hatte er 1980 ein Diplom in Stadtentwicklung und ein Zertifikat in Stadtplanung erworben. Den Magister in Soziologie erwarb er 1993 auf der University of Central Missouri Warrensburg. Auf der University of Kansas in Kansas City folgte 1999 der Master of Public Health (Sozialmedizin) und 2005 auf der University of Central Missouri den Master of Science in Landtechnik.
Von 1976 bis 1979 arbeitete Sanneh im Dienst der Regierung, ebenso im Zeitraum 1983 bis 1986. Dann war er bis 1987 für die UNICEF in Uganda tätig, es folgte eine Tätigkeit für die CARE International bis 1988. Anschließend war Sanneh wieder für die UNICEF weiterhin in Uganda bis 1992 tätig. 1997 bis 1998 war er für das Brown Mackie College tätig. Vom September 2000 bis Mai 2001 war bei für die Organisation Ärzte ohne Grenzen in Nairobi und dann bis Ende 2001 für das Johnson County Community College tätig. Von 2002 war er für die Weltgesundheitsorganisation in ihrem Büro in Gambia als Berater eingesetzt.
Im Oktober 2006 wurde Sanneh von Präsident Jammeh zum Landwirtschaftsminister ernannt. Am 19. März 2008 wurde er seines Postens enthoben. Anschließend gehörte dem Kabinett zunächst kein Landwirtschaftsminister mehr an und das Ministerium „Department of State for Agriculture (DoSA)“ wurde dem Department of State for Fisheries, Water Resources untergeordnet. Seit der Berufung von Solomon J. E. Owens zum Landwirtschaftsminister im Frühjahr 2012 gibt es wieder ein eigenständiges Landwirtschaftsministerium.